# Shaun Bruce
Shaun Bruce (Horsham, 13 gennaio 1991) è un cestista australiano.

## Palmarès
- Campionato australiano: 2

Sydney Kings: 2021-22, 2022-23